# Hannoversche Landeszeitung
Die Hannoversche Landeszeitung (HL) war eine der Deutsch-Hannoverschen Partei (DHP) nahestehende Zeitung, die aus der Deutschen Volkszeitung (1866) hervorging (laut einer Übersicht Hannoversche Tageszeitungen der Gottfried Wilhelm Leibniz Bibliothek exakt vom 1. März 1921 bis zum 2. Mai 1930). Wie diese erschien die HL zeitweilig als Tages-, aber auch als Wochenzeitung. Ab März 1932 wurde sie in der Culemannschen Druckerei und Verlagsanstalt gedruckt.
Ab dem 17. April 1932 erschien die HL als reine Tageszeitung, und zwar als Kopfblatt der Berliner Täglichen Rundschau, die dem Christlich-Sozialen Volksdienst gehörte. Anfang 1933 lag die Auflage der HL bei etwa 2.000 Exemplaren.
Bis zur Verabschiedung des Ermächtigungsgesetzes am 23. März 1933 äußerte die HL gelegentlich vorsichtige Kritik an der Partei und der Regierung. Wegen eines Artikels gegen die „Aktion wider den undeutschen Geist“ (Bücherverbrennung) durch die Deutsche Studentenschaft wurde die Hannoversche Landeszeitung vom 4. bis 31. Mai 1933 mit einem Erscheinungsverbot belegt.
Ab dem 1. Januar 1934 erschien die HL wieder als Wochenzeitung. Letztmals wurde sie am 30. Mai 1941 herausgegeben.